# Тернопільське гето
Тернопільське гето — єврейське гето в період Другої світової війни, створене нацистською Німеччиною у вересні 1941 року в місті Тернопіль, окупованому нацистами в результаті операції «Барбаросса». Значна частина євреїв була знищена, інша частина вивезена до винищувального табору Белжець. Остаточна ліквідація гето в Тернополі відбулася у червні — липні 1943 року.